# 난산구 (선전시)

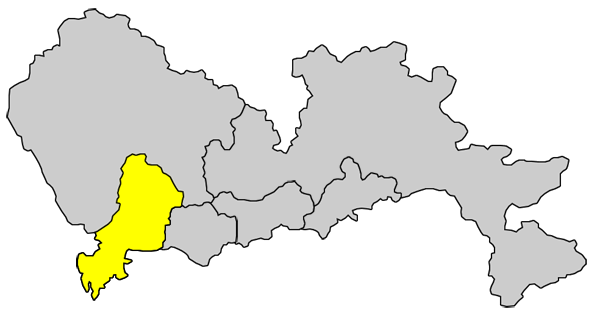
난산 구의 위치

난산구(한국어: 남산구, 중국어: 南山区, 병음: Nánshān Qū)는 중화인민공화국 광둥성 선전시의 7개 구 중 하나이다. 선전 경제특구의 남서쪽에 위치한다. 넓이는 185km2이고, 인구는 2016년 기준으로 638,000명이다. 주요 번화가는 서커우가 있으며, 홍콩 10호 간선을 통해 홍콩으로 진입하는 유일한 길목이 존재한다.

## 행정 구역
8개 가도를 관할한다.
- 가도: 南頭街道, 南山街道, 沙河街道, 蛇口街道, 招商街道, 粤海街道, 桃源街道, 西麗街道 .